# Єременко Олександра Сергіївна
Олександра Сергіївна Єременко (14 липня 1982) — українська фахівчиня у галузі телекомунікаційних систем та мереж, доктор технічних наук (з 2018), професор кафедри інфокомунікаційної інженерії ім. В. В. Поповського Харківського національного університету радіоелектроніки.

## Біографія
Олександра Єременко народилася 14 липня 1982 року.
У період з 1999 по 2004 роки вона навчалася у Харківському національному університеті радіоелектроніки за спеціальністю телекомунікаційні системи та мережі.
Після завершення навчання вступила до аспірантури, за результатами якої у 2008 році була захищена кандидатська дисертація.
Паралельно з навчанням в аспірантурі та роботою на кафедрі телекомунікаційних систем Харківського національного університету радіоелектроніки, у період з 2005 по 2008 роки навчалася у Харківському національному університеті імені В. Н. Каразіна на факультеті міжнародних економічних відносин та туристичного бізнесу.
З 2015 по 2018 роки — була докторантом кафедри інфокомунікаційної інженерії (до грудня 2016 року — кафедри телекомунікаційних систем) Харківського національного університету радіоелектроніки.
У 2018 році захистила докторську дисертацію.
З 2019 року обіймає посаду професора кафедри інфокомунікаційної інженерії ім. В. В. Поповського.

## Наукова робота
Ключовими напрямами її наукової роботи є:
- управління трафіком в інфокомунікаційних мережах;
- якість обслуговування в інфокомунікаційних мережах;
- відмовостійка та безпечна маршрутизація.

Олександра Єременко була виконавцем науково-дослідних робіт (2 роботи). Також вона входить до редакційної колегії електронного наукового фахового видання Харківського національного університету радіоелектроніки «Проблеми телекомунікацій» та бере участь в організаційному комітеті IEEE конференції «Problem of Infocommunications. Science and Technology (PIC S&T)».

## Міжнародна діяльність
Олександра Єременко була учасницею проекту TEMPUS / ERASMUS+ 544455-TEMPUS-1-2013-1-SE-TEMPUS-JPCR "Educating the Next generation experts in Cyber Security: the new EU-recognized Master's program (ENGENSEC). Завдяки науковій активності професора кафедри інфокомунікаційної інженерії д.т.н. Єременко О. С., Харківський національний університет радіоелектроніки приєднався до проекту COST CA15127 — Resilient Communication Services Protecting End-user Applications from Disaster-based Failures (RECODIS).

## Громадська робота
Вона є членкинею IEEE та АСМ, а також низки IEEE спільнот:
- IEEE Communications Society;
- IEEE Young Professionals;
- IEEE Women in Engineering;
- IEEE Cloud Computing Community;
- IEEE Cybersecurity Community;
- IEEE Software Defined Networks Community;
- IEEE Internet Technology Policy Community[2] .

## Творчий доробок
Вона є авторкою понад 120 публікації та 1 патенту:
- Yeremenko, O., Lemeshko, O.QoS ensuring over probability of timely delivery in multipath routing // Advances in Intelligent Systems and Computing. — 754, 2019. — pp. 244—254.
- Lemeshko, O., Lebedenko, T., Yeremenko, O., Simonenko, O.Mathematical model of queue management with flows aggregation and bandwidth allocation // Advances in Intelligent Systems and Computing. — 2019, 754. — pp. 165—176.
- Lemeshko, O., Yeremenko, O., Yevdokymenko, M. Tensor model of fault-tolerant QoS routing with support of bandwidth and delay protection // 2018 IEEE 13th International Scientific and Technical Conference on Computer Sciences and Information Technologies, CSIT 2018 — Proceedings. — pp. 135—138.

## Нагороди
- стипендія Кабінету Міністрів України для молодих вчених[10]